# 말레이시아의 부총리
말레이시아의 부총리(말레이어: Timbalan Perdana Menteri Malaysia)는 말레이시아에서 사실상 두 번째로 높은 지위를 갖는다. 1957년 독립 후 현재까지 총 10명의 부총리가 존재한다. 총리처럼 양디-퍼르투안 아공이 임명하며, 임기는 최대 5년이다. 부총리는 여당의 대리총재가 맡으며, 총리 겸 여당 총재의 궐위시 총리직을 승계한다. 현임 부총리는 공석이고 2020년 2월 24일 취임했다.

## 거주지
현재 부총리의 거주지는 푸트라자야의 스리 사트리아이며, 과거에는 스리 타만에 위치했다.

## 부총리의 임명
말레이시아는 독립 후 줄곧 부총리가 존재했지만, 총리는 부총리를 내정하지 않을 수 있다. 부총리의 권한은 헌법상 명시되어 있지 아니하며, 한 명 이상을 임명할 수도 있는데, 실제로 과거 말레이시아령 싱가포르에서 그런 일이 있었다.
주요 정당들이 여권연합인 국민전선을 결성하고, 통일말레이국민조직(UMNO)이 비공식적인 주도 정당이며, 총리는 UMNO의 총재를 겸하며 UMNO의 대리총재를 임명한다. 국민전선의 조직 구조에 따라 UMNO의 총재 및 대리총재가 자연스레 국민전선의 총재 및 대리총재를 겸하게 된다. 한 번의 예외가 있자면, 1986년부터 1987년까지 재직했던 가파르 바바는 UMNO의 부총재였다.
부총리 역시 총리처럼 집권당의 당수가 맡는데, 여권이 BN일 경우 BN의 대리총재가, 여권이 PR일 경우 PR의 대리총재가 맡을 수도 있다. 그러나 현재까지 PR 및 기타 야권 출신은 없었으며, 전부 다 UMNO/BN 출신이었다.

## 궐위
이스마일 압둘 라만은 1973년 중증의 심장마비로 사망하여 궐위상태가 되었다. 무사 히탐은 1986년 최초로 사임했다(가파르 바바가 뒤를 이어 1993년까지 재직했다). 안와르 이브라힘은 1998년 최초로 해임됐다. 참고로 가파르 바바는 처음으로 후처를 얻은 부총리였다.

## 목록
| 대수                                            | 이름 (헌법상) (출생-사망)                                    | 사진            | 임기            | 임기             | 임기     | 당   | 연합 |
| 대수                                            | 이름 (헌법상) (출생-사망)                                    | 사진            | 취임일          | 퇴임일           | 재직일수 | 당   | 연합 |
| ----------------------------------------------- | ------------------------------------------------------------ | --------------- | --------------- | ---------------- | -------- | ---- | ---- |
| 1                                               | 압둘 라자크 후세인 MP for Pekan (1922–1976)                  |                 | 1957년 8월 30일 | 1970년 9월 22일  | 4770     | UMNO | AP   |
| 2                                               | 이스마일 압둘 라만 MP for Johor Bahru (1915–1973)            |                 | 1970년 9월 22일 | 1973년 8월 2일   | 1045     | UMNO | AP   |
| 3                                               | 후세인 온 MP for Johor Bahru Timur (1922–1990)               |                 | 1973년 8월 13일 | 1974년 8월 24일  | 885      | UMNO | AP   |
| 3                                               | 후세인 온 MP for Johor Bahru Timur (1922–1990)               | 1974년 8월 24일 | 1976년 1월 15일 | BN               | 885      | UMNO |      |
| 공석 (1976년 1월 15일 ~ 1978년 9월 15일: 974일) |                                                              |                 |                 |                  |          |      |      |
| 4                                               | 마하티르 빈 모하맛 MP for Kubang Pasu (1925-)                |                 | 1978년 9월 15일 | 1981년 7월 16일  | 1035     | UMNO | BN   |
| 5                                               | 무사 히탐 MP for Kota Tinggi (1934-)                         |                 | 1981년 7월 16일 | 1986년 3월 16일  | 1702     | UMNO | BN   |
| 공석 (1986년 3월 16일 ~ 1986년 5월 10일: 55일)  |                                                              |                 |                 |                  |          |      |      |
| 6                                               | 가파르 바바 MP for Jasin (1925–2006)                         |                 | 1986년 5월 10일 | 1993년 10월 15일 | 2715     | UMNO | BN   |
| 공석 (1993년 10월 15일 ~ 1993년 12월 1일: 47일) |                                                              |                 |                 |                  |          |      |      |
| 7                                               | 안와르 이브라힘 MP for Permatang Pauh (1947-)                |                 | 1993년 12월 1일 | 1998년 9월 2일   | 1736     | UMNO | BN   |
| 공석 (1998년 9월 2일 ~ 1999년 1월 8일: 128일)   |                                                              |                 |                 |                  |          |      |      |
| 8                                               | 압둘라 아마드 바다위 MP for Kepala Batas (1939-2025)         |                 | 1999년 1월 8일  | 2003년 10월 31일 | 1757     | UMNO | BN   |
| 공석 (2003년 10월 31일 ~ 2004년 1월 7일: 68일)  |                                                              |                 |                 |                  |          |      |      |
| 9                                               | 나집 라작 MP for Pekan (1953-)                               |                 | 2004년 1월 7일  | 2009년 4월 3일   | 1913     | UMNO | BN   |
| 10                                              | 무히딘 야신 MP for Pagoh (1947-)                             |                 | 2009년 4월 10일 | 2015년 7월 29일  | 2301     | UMNO | BN   |
| 11                                              | 아맛 자힛 하미디 MP for Bagan Datoh (1953-)                  |                 | 2015년 7월 29일 | 2018년 5월 10일  | 1016     | UMNO | BN   |
| 공석 (2018년 5월 10일 ~ 2018년 5월 21일: 11일)  |                                                              |                 |                 |                  |          |      |      |
| 12                                              | 완 아지자흐 완 이스마일 MP for Wan Azizah Wan Ismail (1952-) |                 | 2018년 5월 21일 | 2020년 2월 24일  | 644      | PKR  | PH   |
| 채워지지 않은 (2020년 2월 24일 ~ : 1883일)      |                                                              |                 |                 |                  |          |      |      |
| 11                                              | 아맛 자힛 하미디 MP for Bagan Datoh (1953-)                  |                 | 2022년 12월 3일 |                  |          | UMNO | BN   |

## 같이 보기
- 양디-퍼르투안 아공
- 말레이시아의 총리